# Gothard Jan Tyzenhauz
Gothard Jan Tyzenhauz (ur. ?, zm. w 1641) – polski kasztelan, wojewoda.

## Życiorys
Od 1614 do 1624 był komisarzem do rokowań ze Szwecją. Był starostą marienburskim, a w 1621 został kasztelanem wendeńskim. W 1634 został wojewodą dorpackim.